# Beau Wagemaker
Beau Wagemaker (23 september 1996) is een Nederlands langebaanschaatsster, skeeleraar en marathonschaatsster.
Op 2 maart 2018 won ze de marathon op natuurijs in Noordlaren.
In 2018 en 2020 nam Wagemaker deel aan de NK afstanden op het onderdeel massastart.
De Aart Koopmans Memorial won ze in 2024 op de Weissensee.

## Records

### Persoonlijke records[5]
| Afstand    | Tijd    | Datum           | Baan       |
| ---------- | ------- | --------------- | ---------- |
| 500 meter  | 43,21   | 21 januari 2012 | Hoorn      |
| 1000 meter | 1.25,79 | 4 november 2012 | Hoorn      |
| 1500 meter | 2.09,86 | 23 januari 2016 | Leeuwarden |
| 3000 meter | 4.34,19 | 2 januari 2016  | Heerenveen |
| 5000 meter | 7.57,62 | 19 januari 2016 | Heerenveen |